# منتخب اليمن لكرة السلة
منتخب اليمن لكرة السلة هو ممثل اليمن الرسمي في المنافسات الدولية في كرة السلة. ينتمي إلى منطقة الاتحاد الآسيوي لكرة السلة. انضم إلى الاتحاد الدولي لكرة السلة في 1971م.

## البطولات التي شارك فيها
- بطولة آسيا لكرة السلة